# Bassignana
Bassignana är en ort och kommun i provinsen Alessandria i regionen Piemonte i Italien. Kommunen hade 1 674 invånare (2018).